# Kakkargal, Devadurga
Kakkargal là một làng thuộc tehsil Devadurga, huyện Raichur, bang Karnataka, Ấn Độ.